# Kjell Fuxe
Kjell Gunnar Fuxe, född 1938, är en svensk histolog. Han disputerade 1965 vid Karolinska institutet där han senare blev professor i histologi. Han invaldes 1979 som ledamot av Kungliga Vetenskapsakademin och blev 1989 ledamot av Academia Europaea. 